# Schlachte

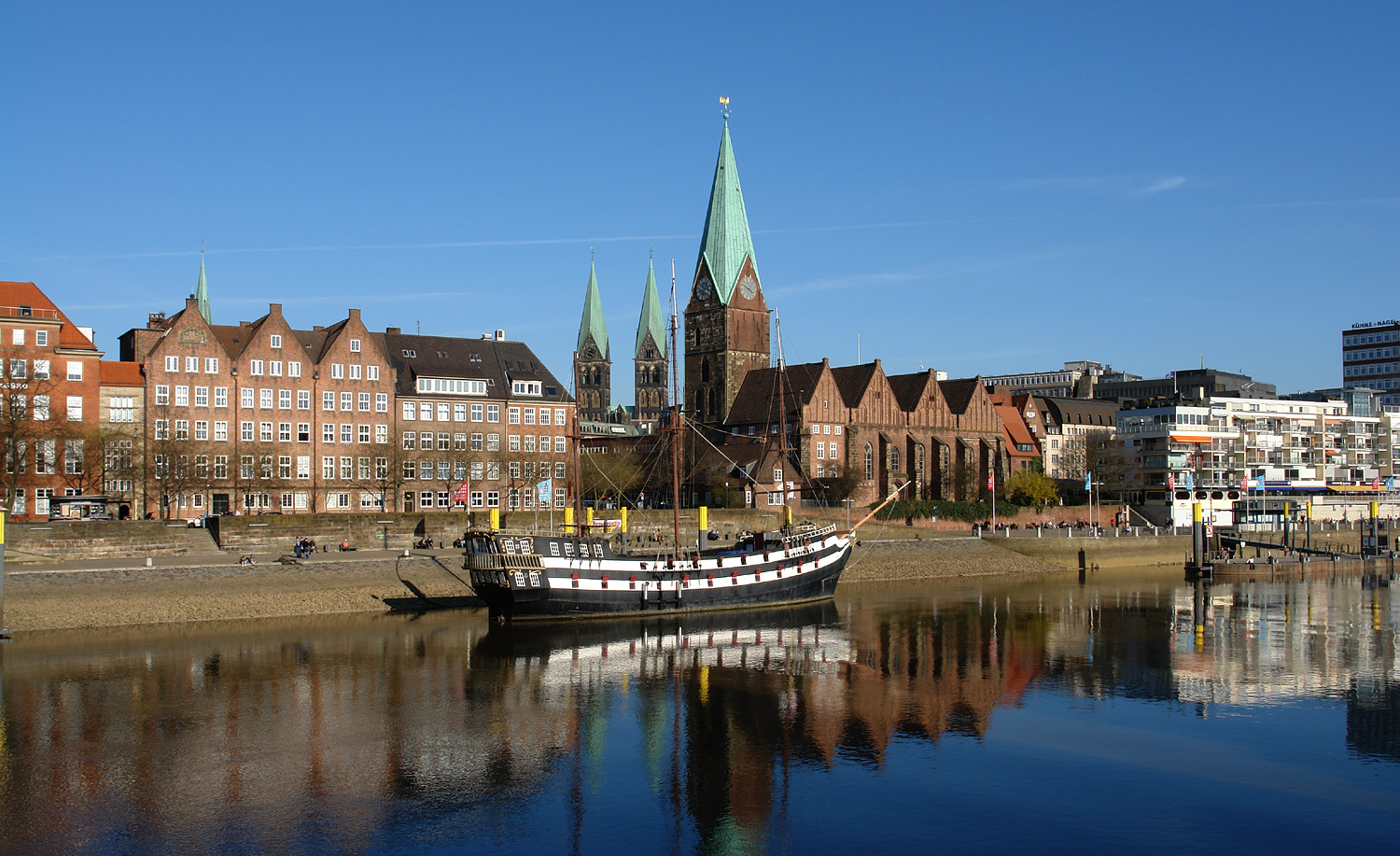
Schlachte, Bremen.

El Schlachte es un paseo a lo largo de la orilla este del río Weser en el centro histórico de Bremen, en el norte de Alemania. Antiguamente uno de los puertos de la ciudad, actualmente es popular por sus restaurantes, Biergärten y barcos en el río.

## Etimología
Schlachte es una palabra bajo alemana que designa la orilla de un río reforzada con pilotes de madera introducidos en el suelo con un martillo. La palabra slait se usó ya desde 1250 para designar a la orilla del río de Bremen.

## Historia

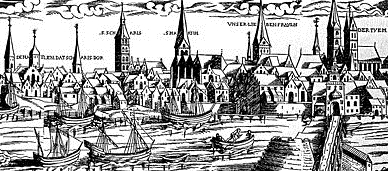
Grabado de Hans Weigel (ca. 1550).

En 1247, tras la autorización del arzobispo Gerhard II, se asentaron ciudadanos y comerciantes locales en la zona entre la iglesia de san Martín y la Zweite Schlachtpforte (una calle que significa «segunda puerta del muelle»). En 1250, se exigió que los que tenían el privilegio de tener molinos de agua mantuvieran los pilotes de madera usados para reforzar la orilla del río. En el siglo xiii, tanto Schlachte como el río Balge se usaban como puertos de madera (que se usaba como leña) y caliza, aunque las orillas del Balge se convirtieron pronto en el puerto principal de Bremen. Ambos puertos se usaron hasta el siglo xvi, el del Balge para barcos de navegación marítima y el Schlachte para embarcaciones de fondo plano y barcazas de río. Como resultado de la sedimentación del Balge a principios del siglo xvii, el Schlachte se convirtió en el puerto principal de Bremen hasta principios del siglo xix.
La aparición del Schlachte en el grabado de Hans Weigel de ca. 1550 muestra claramente un muelle con refuerzos de madera aunque un poco más tarde se sustituyeron por una estructura de piedra. En 1557, el Schlachte se convirtió oficialmente en parte de la ciudad de Bremen. Desde 1600 hasta 1830, hubo pocos cambios en el aspecto del Schlachte y los pocos cambios en el equipamiento del puerto fueron en las grandes grúas. Se extendía 450 metros desde la iglesia de san Martín hasta la Kornhaus. En el lado de la ciudad, estaba bordeado por una hilera de casas de madera.
En la primera mitad del siglo xix, el aumento de la carga transportada provocó una modesta ampliación del Schlachte, pero la llegada del ferrocarril en 1860 trajo importantes cambios a los puertos de Bremen, especialmente después de que en 1862 se conectara Bremerhaven a la red de ferrocarril. Desde entonces, el Schlachte dejó de servir como puerto de la ciudad.

## sigloXX

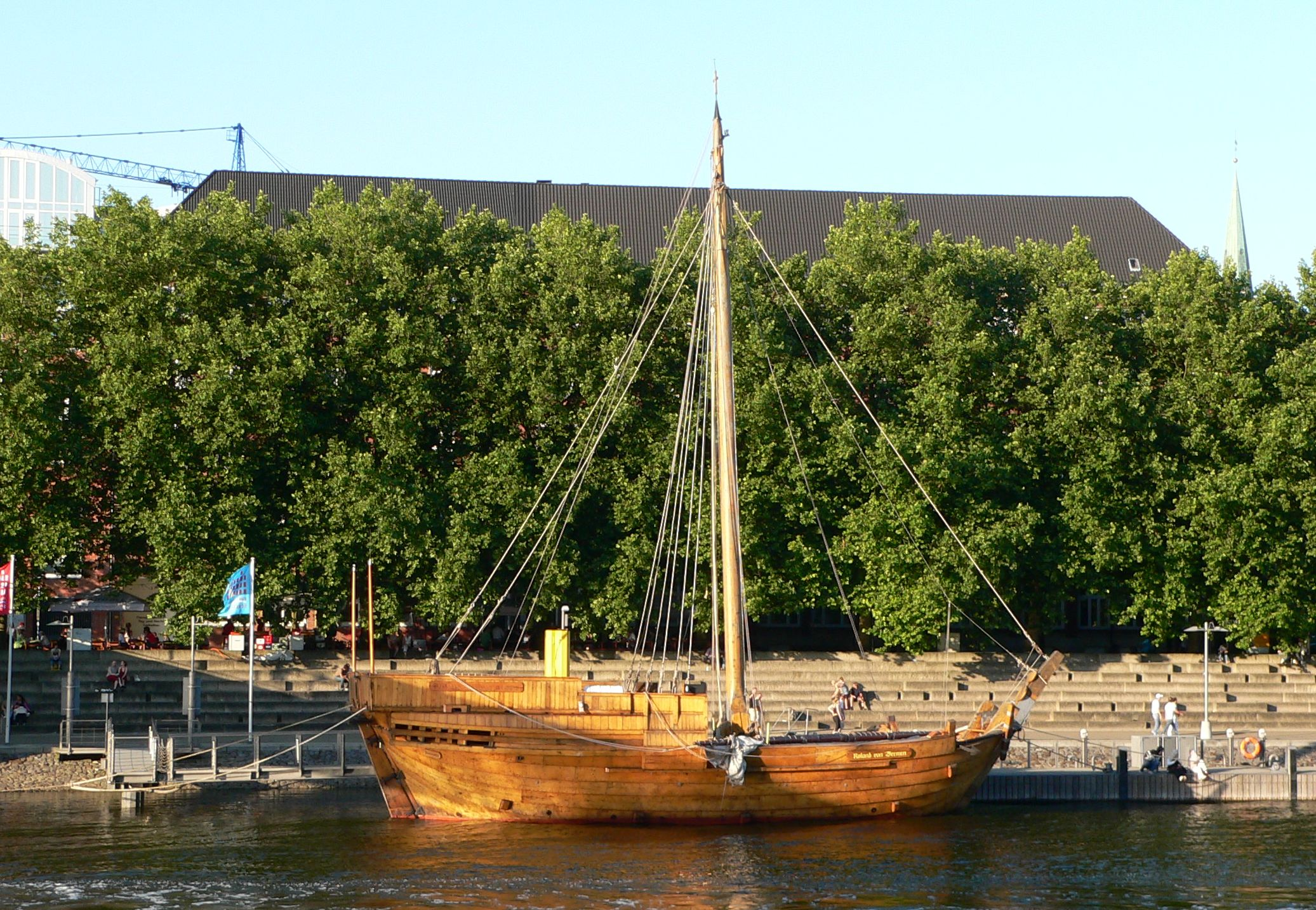
La coca Roland von Bremen.

Dado que las oficinas y almacenes presentes en los edificios que bordean el Schachte no se habían usado durante décadas, a finales del siglo xx se decidió emprender una exhaustiva transformación de la zona, dada su atractiva localización en la orilla del río y junto al centro de la ciudad. Tras la creación de una zona peatonal en 1985, entre 1993 y 2000 se reconstruyeron muchos de los edificios bajo el proyecto Stadt am Fluss («Ciudad en el río») de la Expo 2000.
El nivel más bajo del Schlachte fue extendido río arriba y río abajo como un paseo moderno conectado a caminos que conducen al centro histórico. Como resultado, se hizo posible caminar unos dos kilómetros a lo largo del río. A partir de entonces, la sección río arriba desde la Erste Schlachtpforte («primera puerta del muelle») hasta el Puente Bürgermeister Smidt se transformó en un paseo con ambiente histórico. Las plantas bajas de los antiguos almacenes se transformaron en restaurantes, bares y pubs con amplias terrazas. Se instalaron modernos atraques con amarres para varios barcos, que alojan al Friedrich y al Roland von Bremen, copias de los restos de una coca del siglo xiv descubierta en 1962. En 1996, se construyó un puente peatonal que conecta el Schlachte con la península de Teerhof en medio del río Weser. El paseo se extendió río abajo desde el Puente Bürgermeister Smidt hasta la esquina Diepenau en 2008.

## El Schlachte en la actualidad
Varios barcos amarrados a lo largo del Schlachte ofrecen excursiones a lo largo del río Weser. También hay embarcaderos disponibles para los que visitan la ciudad en sus embarcaciones de recreo. Los restaurantes del paseo o a bordo de algunos de los barcos atracados en el muelle ofrecen platos locales y especialidades extranjeras. Hay alojamiento disponible en el albergue juvenil y en barcos hotel. También hay varios eventos especiales en los meses de verano, incluida una regata, mercadillos y un festival de barbacoa.